# Ryszard Żołyniak
Ryszard Żołyniak (ur. 30 listopada 1945 w Szówsku) – polski polityk, urzędnik samorządowy, senator III kadencji.

## Życiorys
Ukończył w 1968 studia na Wyższej Szkole Rolniczej w Lublinie. Pracował następnie m.in. w Powiatowej Stacji Kwarantanny i Ochrony Roślin w Nisku i organach Wojewódzkiego Związku Rolników, Kółek i Organizacji Rolniczych. W 1993 został wybrany na senatora III kadencji z ramienia Polskiego Stronnictwa Ludowego w województwie tarnobrzeskim.
W latach 1998–2002 i 2004–2006 był radnym sejmiku świętokrzyskiego. W 2006 bezskutecznie ubiegał się o reelekcję z ramienia PSL. Był także sekretarzem powiatu sandomierskiego. W 2014 bez powodzenia kandydował do rady tego powiatu.
W 2002 otrzymał Krzyż Kawalerski Orderu Odrodzenia Polski.